# Zelleromyces
Zelleromyces è un genere di funghi appartenente alla famiglia delle Russulaceae.
Questo genere fu classificato per la prima volta dai micologi Rolf Singer e Alexander Hanchett Smith nel 1960 per contenere i funghi ipogei con i carpofori delle Gasteromycetidae che quando vengono tagliati secernano del lattice.

## Specie
- Zelleromyces albellus
- Zelleromyces alveolatus
- Zelleromyces australiensis
- Zelleromyces cinnabarinus
- Zelleromyces claridgei
- Zelleromyces corkii
- Zelleromyces daucinus
- Zelleromyces dendriticus
- Zelleromyces gardneri
- Zelleromyces giennensis
- Zelleromyces gilkeyae
- Zelleromyces glabrellus
- Zelleromyces hispanicus
- Zelleromyces josserandii
- Zelleromyces lactifer
- Zelleromyces major
- Zelleromyces malaiensis
- Zelleromyces meridionalis
- Zelleromyces oregonensis
- Zelleromyces papyraceus
- Zelleromyces pterosporus
- Zelleromyces ramispinus
- Zelleromyces ravenelii
- Zelleromyces rogersonii
- Zelleromyces scissilis
- Zelleromyces sculptisporus
- Zelleromyces sinensis
- Zelleromyces soehneri
- Zelleromyces striatus
- Zelleromyces versicaulis